# Policlínica Mercedes Serrano
La Policlínica Mercedes Serrano es una policlínica de Lomas de Tafí, Tucumán, Argentina, perteneciente al Sistema Provincial de Salud (Siprosa). Se ubica en la intersección de avenida Raúl Alfonsín y Batalla de Tucumán. Además, en su adyacencia se halla el Hospital Modular Tafí Viejo. Este es considerado el primer hospital público de Tafí Viejo.
La policlínica lleva el nombre de Mercedes Serrano, quien fuera una enfermera oriunda de Tafí Viejo. La mujer murió en 1960 tras ser asesinada por el dueño del chalet que ella alquilaba. 

## Historia
La policlínica comenzó a construirse en 2014, pero luego fue abandonada. En 2017 los trabajos se reiniciaron, siendo el hospital inaugurado el 9 de mayo de 2019 por el intendente Javier Noguera, el gobernador Juan Manzur, la ministra de salud Rossana Chahla y el diputado Pablo Yedlin. La obra tuvo un costo de ARS 20 000 000. 
En 2020 se construyó un hospital de campaña contiguo a la policlínica para atender casos de Covid-19. Este se abrió el 14 de julio del mismo año y contaba con 60 camas de internación. El hospital de campaña se transformó en centro sanitario modular, iniciando las obras el 31 de marzo de 2022. El establecimiento hospitalario fue inaugurado el 7 de septiembre de 2023, fungiendo como anexo de la policlínica. El hospital se extiende en 1400 m², disponiendo de 42 camas de internación, consultorios, sala de rehabilitación y de diagnóstico por imágenes. 

## Descripción
La policlínica posee una superficie de 1282 m², contando con 14 consultorios externos, salas de mamografía, extracciones, rayos X, enfermería, esterilización y nebulizaciones, sala de shock room con 2 camas y una sala de internación abreviada para 3 camas. También hay salones de reuniones, residuos patológicos, administración, depósitos de insumos y un estacionamiento para capacidad de 7 vehículos. 

## Especialidades
La policlínica ostenta diversas especialidades en su haber: 
| - Pediatría - Dermatología - Clínica Médica - Obstetricia - Mastología - Ginecología | - Psicología - Traumatología - Nutrición - Kinesiología - Cardiología - Reumatología | - Neumología - Enfermería - Odontología - Radiografía - Fonoaudiología - Mamografía |

Asimismo, se brindan servicios de farmacia, laboratorio, guardia de emergencia, diagnóstico por imágenes, consultorios externos, entre otros. 